# Lycopodiella lateralis
Lycopodiella lateralis là một loài thực vật có mạch trong Họ Thạch tùng. Loài này được (R. Br.) B. Øllg. mô tả khoa học đầu tiên năm 1987.